# Simulium trombetense
Simulium trombetense är en tvåvingeart som beskrevs av Hamada, Py-daniel och Adler 1998. Simulium trombetense ingår i släktet Simulium och familjen knott. Inga underarter finns listade i Catalogue of Life.